# Gruß an Wien (Polka)
Gruß an Wien-Polka ist eine Polka-française von Johann Strauss Sohn (op. 225). Das Werk wurde wahrscheinlich im Sommer 1859 in Pawlowsk in Russland erstmals aufgeführt.